# Наварро де Андраде, Родриго
Родриго Наварро де Андраде порт. Rodrigo Navarro de Andrade; 2 июля 1765, Брага — 22 февраля 1839, Баден) — дипломатический деятель Бразильской империи. 1-й барон Вилласека.
Член-корреспондент Петербургской академии наук (с 19.12.1810).

## Биография
Представитель известной португальской семьи, четверо из которых были участниками Пиренейских войн против Наполеона и награждены военными орденами. Одним из них был Родриго. Офицер отряда егерей, получил ранение. Был отмечен золотым крестом за участие в Пиренейских войнах.
После окончания гражданских войн в Португалии в 1823—1834 годах между сторонниками сохранения конституционной монархии, позднее возглавляемых Педру IV, и приверженцами абсолютизма во главе с Мигелом Брагансским и королевой Жоакиной, ушёл в запас в чине подполковника (1834). Его брат Висенте был личным врачом бразильского короля Педру IV.
Родриго Наварро де Андраде был владельцем замка Вила-ду-Конде. Рыцарем королевского двора.
Позже назначен Чрезвычайным и Полномочным послом Бразильской империи в Вене.

## Награды
- Королевский венгерский орден Святого Стефана
- Командор и рыцарь Ордена Христа
- Орден Святой Анны 2 степени
- Офицер ордена Святых Маврикия и Лазаря